# (467279) 2016 EM192
(467279) 2016 EM192 es un asteroide perteneciente al cinturón de asteroides, descubierto el 22 de octubre de 2005 por el equipo Spacewatch desde el Observatorio Nacional de Kitt Peak (Arizona, Estados Unidos).